# Otto Fock

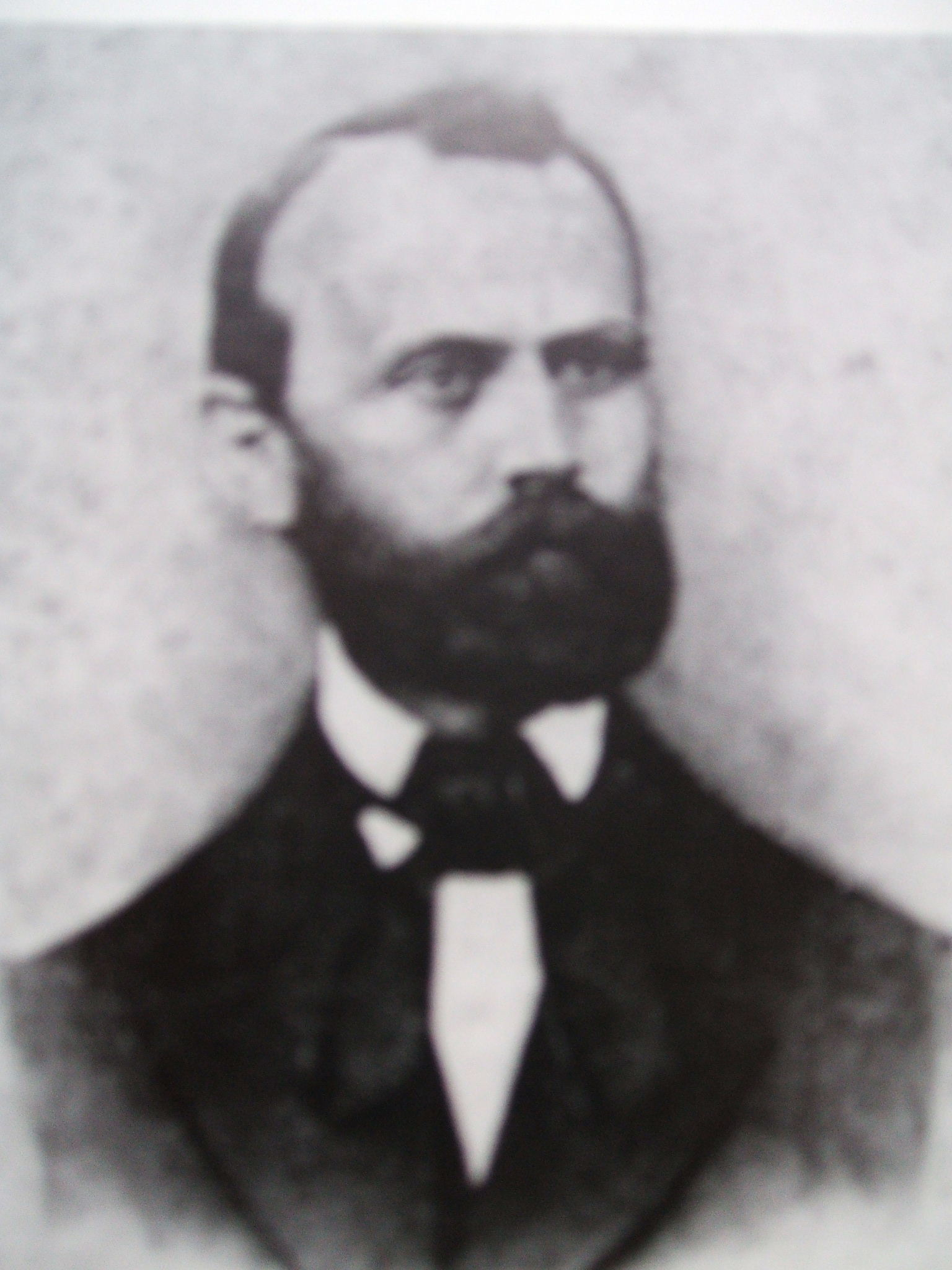
Otto Fock

Otto Heinrich Friedrich Fock, född 29 april 1819 i Schwarbe, Altenkirchen (Rügen), död 24 oktober 1872 i Stralsund, var en tysk historiker.
Fock bosatte sig 1843 i Kiel, där han höll föreläsningar över olika delar av kyrkohistorien och deltog i den schleswig-holsteinska rörelsen 1848 som ledde till Slesvig-holsteinska kriget. Han utgav samma år "Norddeutsche Freie Presse" och blev 1850 ledamot av schleswig-holsteinska landsförsamlingen. Efter återställandet av danska väldet i Holstein begav han sig till Pommern. Han författade bland annat Rügen-pommersche Geschichten (sex band, 1861-72).